# Ahmad Moein
Ahmad Moein Doozandeh (20 de octubre de 1995) es un futbolista catarí con nacionalidad iraní. Juega de centrocampista y su equipo actual es el Al-Arabi SC de la Liga de fútbol de Catar.

## Trayectoria
Es un centrocampista formado en la Aspire Academy de su país. Moein, de origen iraní, es una de las grandes esperanzas del fútbol catarí y uno de los proyectos con los que se quiere construir un combinado competitivo cuando en 2022 se dispute en Doha el Campeonato del Mundo. En 2014 fue considerado "Jugador Joven del Año" por la Confederación Asiática de Fútbol y un tiempo antes fue elegido el Mejor jugador de la Copa de Asia sub-19 en la que Catar se proclamó campeón. 
Aspire impulsó su llegada al KAS Eupen, por entonces en la Proximus League, la segunda división belga, en el espléndido 2014. Jugó doce partidos en el primer equipo y a principios de 2016 regresó a su país. En las filas El-Jaish disputó la temporada 2016-17 catorce partidos en la Stars League de Catar y una decena en la Liga de Campeones de Asia.
En 2017 llega a la Cultural Leonesa para jugar en la Liga 123.
El 29 de julio del 2023, se convirtió en refuerzo del Al-Arabi SC, de la Liga de fútbol de Catar.

## Clubes
| Club                 | País    | Año        |
| -------------------- | ------- | ---------- |
| El-Jaish SC          | Catar   | 2013       |
| KAS Eupen            | Bélgica | 2013 -2016 |
| El-Jaish SC          | Catar   | 2016-2017  |
| Cultural Leonesa     | España  | 2017-2018  |
| Al-Duhail            | Catar   | 2018-2023  |
| Qatar S. C. (cedido) | Catar   | 2018-2020  |
| Al-Wakrah (cedido)   | Catar   | 2020-2021  |
| Qatar S. C. (cedido) | Catar   | 2021-2022  |
| Al-Arabi SC          | Catar   | 2023-act.  |